# Limousin (dialecte)
Pour les articles homonymes, voir Limousin et langue limousine.
 (octobre 2022).
Si vous disposez d'ouvrages ou d'articles de référence ou si vous connaissez des sites web de qualité traitant du thème abordé ici, merci de compléter l'article en donnant les références utiles à sa vérifiabilité et en les liant à la section « Notes et références ».
Le limousin (Lemosin en occitan), aussi appelé « langue d'or », est le dialecte de l’occitan parlé dans le Limousin, en Charente occitane, dans une grande moitié nord de la Dordogne. Il fait partie de l'ensemble nord-occitan.
Au Moyen Âge, sous l’influence culturelle de l’abbaye Saint-Martial de Limoges et des tout premiers troubadours dont Bernard de Ventadour, on pouvait appeler limousin l’ensemble des dialectes de la langue d’oc. Cet usage a parfois perduré jusqu’au XVIe siècle, par exemple en Catalogne.

## Définition
Le limousin est un dialecte de l'occitan ou langue d'oc, comme l'auvergnat et le vivaro-alpin (avec lesquels il forme l'ensemble nord-occitan), le languedocien et le provençal (qui constituent eux l'ensemble sud-occitan) et le gascon.
Les premiers troubadours écrivaient en limousin (Guillaume IX d’Aquitaine, Ebles II de Ventadour (oc), Bernard de Ventadour, Bertran de Born, Arnaut Daniel, Giraut de Bornelh, etc.) et le plus souvent aussi leurs héritiers. On considère généralement que les premiers documents en occitan ont été rédigés dans ce dialecte, notamment le Boecis, écrit vers l'an 1000. C'était aussi la langue natale des grands seigneurs d'Aquitaine ou du Limousin tels par exemple Aliénor d'Aquitaine ou Richard Cœur de Lion, qui a composé des poèmes en dialecte limousin (poétiquement appelé "langue limousine").[réf. souhaitée]

## Répartition géographique
Selon le Linguasphere Observatory et une majorité de linguistes (Yves Lavalade, Paul-Louis Grenier, etc.) il est parlé dans les trois départements de la région française du Limousin auquel s'ajoute le tiers oriental de la Charente (Charente occitane, qui comprend la Charente limousine, la bordure orientale de l'Angoumois et une frange sud-est du département en limite de la Dordogne), toute la moitié Nord de la Dordogne, jusqu'à une ligne ouest-est allant du sud de Mussidan au sud de Montignac.
L'ajout du marchois, pratiqué dans la zone de transition du Croissant, permet aussi d'y rattacher des parties méridionales du Berry dans l'Indre avec ses parlers marchois ainsi que les Combrailles à l'ouest de la Sioule et la région de Montluçon dans l'Allier.

## Usage de la langue
Le dialecte limousin était jusqu’au XVIe siècle la langue officielle de la province et resta la langue orale dominante jusqu’au début du XXe siècle, y compris dans certains quartiers populaires de milieux urbains (Limoges, Saint-Junien), époque à partir de laquelle le français prit le dessus. En 2010, l’UNESCO le classait « sérieusement en danger » dans son Atlas des langues menacées.
Le limousin est surtout employé par les habitants des zones rurales âgés de plus de 70 ans. Tous ses locuteurs sont également francophones et son utilisation a encore tendance à décliner. Mais la plupart des Limousins de naissance connaissent, même lorsqu’ils ne comprennent pas parfaitement la langue, des expressions, proverbes ou autres chansons en langue occitane qui font partie de leur patrimoine culturel.

Occitan et ses dialectes

Il existe deux écoles maternelles/primaires immersives occitanes (calandretas) dans la zone du dialecte limousin : l’une à Limoges et l’autre à Périgueux. Elles sont laïques, gratuites et utilisent une pédagogie active et participative issue des théories de Freinet. Elles sont ouvertes à tous sans exception, y compris aux enfants dont les parents ne parlent pas l’occitan[réf. nécessaire]. Elles participent à la transmission et à la continuité du dialecte limousin de la langue occitane en éduquant des enfants dans le bilinguisme occitan-français. Trois professeurs enseignent l'occitan limousin dans les collèges, les lycées et les IUT en Limousin.
On trouve encore la trace de l’occitan limousin dans de nombreux patronymes et noms de lieux. La langue a également laissé sa trace dans les tournures de phrases des Limousins (limousinismes) ainsi que dans leur accent lorsqu’ils s'expriment en français.
Au XVIe siècle, au Pays valencien et à Majorque, l’expression langue limousine ou llemosí était d’abord utilisée pour parler de la façon de parler des troubadours catalans. Puis, ce terme s'est utilisé jusqu'au XIXe siècle, incorrectement[réf. non conforme], pour parler parfois de la langue catalane.

## Écrivains en limousin
- Jean-Baptiste Foucaud (1747–1818), limougeaud connu pour ses adaptations en occitan de fables de La Fontaine.
- Léon Dhéralde (1815-1891), auteur du dictionnaire de la langue limousine, de poèmes et de diverses œuvres comme "Jésus et Lucifer".
- Édouard Cholet (1833-1917) dit Lingamiau - Limoges - Auteur de La Nhiorlas de Lingamiau.
- L’abbé Joseph Roux (1834–1905), de Tulle, qui a relancé l’écriture littéraire du limousin au XIXe siècle avec son long poème La Chansou lemouzina[8] et codifié l’orthographe limousine dans sa Grammaire limousine (1893–1895)[9].
- François Grabié (1834-1902), poète et chansonnier d'Ussel.
- Roger Ténèze (1904–1976), journaliste à « la Voix du Nord », auteur de nouvelles (Noreia) et des poèmes (Las Ombras Sobeiranas)[10].
- Marcelle Delpastre (1925–1998), poète, ethnographe, mémorialiste[11]…
- Jean Mouzat, poète et auteur d'études sur les Troubadours, notamment sur Gaulcem Faidit[12].
- Albert Pestour (1892–1965), poète (Lous rebats sus l’Autura)[13].
- Jan dau Melhau

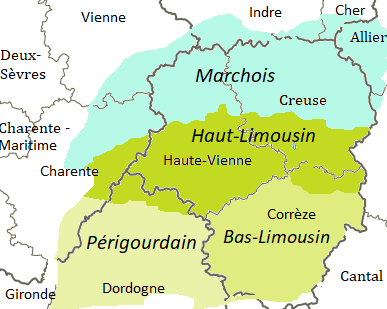
Occitan limousin et sous-dialectes selon Paul-Louis Grenier et Yves Lavalade.

- Occitan limousin et sous-dialectes selon Paul-Louis Grenier et Yves Lavalade.Michel Chadeuil (Micheu Chapduelh), un périgourdin originaire des Vaures, poète, nouvelliste, romancier, proche de Jan dau Melhau et de Joan-Pau Verdier[14].
- Paul-Louis Grenier, originaire de Chambon-sur-Voueize en Creuse.
- Jean Ganiayre
- Yves Lavalade, limousin de Haute-Vienne auteur de nombreux ouvrages de référence en graphie normalisée (dont dictionnaires).

## Phonétique et phonologie
Inventaire des voyelles du limousin :
| Voyelles      | antérieures         | antérieures       | antérieures         | antérieures       | postérieures        | postérieures      | postérieures        | postérieures      |
|               | non arrondies       | non arrondies     | arrondies           | arrondies         | non arrondies       | non arrondies     | arrondies           | arrondies         |
|               | courtes / relâchées | longues / tendues | courtes / relâchées | longues / tendues | courtes / relâchées | longues / tendues | courtes / relâchées | longues / tendues |
| ------------- | ------------------- | ----------------- | ------------------- | ----------------- | ------------------- | ----------------- | ------------------- | ----------------- |
| fermées       | /i/                 | /i(:)/            | /y/                 | /y(:)/            |                     |                   | /u/                 | /u:/              |
| semi-fermées  |                     | /e:/              |                     | /ø:/              |                     |                   |                     | /o:/              |
| semi-ouvertes | /ɛ/                 |                   | /œ/                 |                   |                     |                   | /ɔ/                 |                   |
| ouverts       |                     |                   |                     |                   |                     | /a:/              |                     |                   |

La voyelle postérieure semi-ouverte est souvent réalisée [ɒ] en position atone.
Dans toute une frange du Haut Limousin, entre le Nontronnais (au Nord du Périgord), l'Horte et Tardoire (au Sud-Est de la Charente) et le Sud-Ouest du Pays de la Vienne (en Haute Vienne), le phonème /a:/ est réalisé [æ:].
Il y a des voyelles intrinsèquement longues (dont la longueur leur vient d'une consonne disparue, comme /a:/ venant de /a/+/s/ dans « nastre » [na:tre]), des voyelles occasionnellement longues (qui s’allongent en position tonique, comme [e:] dans « lebre » [‘le:bre]). Cependant, le trait de quantité ne joue pas de rôle phonologique (il ne permet pas de différencier deux mots entre eux seulement sur ce critère) dans le système vocalique limousin, sauf dans un petit nombre de cas isolés.
Un des phénomènes les plus particuliers du système phonologique du limousin est son système accentuel, qui, dans une grande part du domaine, est différent du système général occitan. Comme dans le reste du domaine occitan, l'accent porte sur la pénultième syllabe ou sur la dernière. Mais la distribution de l'accent en limousin se fait en fonction de la quantité vocalique (longueur), définie de la manière suivante:
- Les syllabes ou les voyelles longues appellent l’accent alors que les syllabes ou voyelles brèves le repoussent.
- Si les deux syllabes sont de longueurs égales, c'est-à-dire que toutes les deux sont longues ou brèves, l’accent porte sur la finale. La difficulté de déterminer clairement laquelle est tonique dans quelques énoncés est telle qu’il est fort malaisé de dire pour « vachas » si l’on entend [‘va:sa:] ou [va’sa:] dans tel ou tel sous-dialecte.
- L'accent porte sur la pénultième syllabe lorsque la voyelle finale est brève et que la pénultième est :
  - a) soit intrinsèquement longue, une voyelle nasale, une diphtongue descendante, une voyelle + [r] ;
  - b) soit occasionnellement longue.
- Dans les autres cas, l’accent est généralement final.

Cela permet de mieux comprendre, d’une part, la fréquence des Oxytons (mots accentués sur la finale) en limousin et, d’autre part, les remontées d’accent sur la pénultième dans des mots qui sont accentués sur la dernière dans d'autres dialectes.
Cette description ne s’applique pas à tout l’ensemble du domaine dialectal limousin mais uniquement à une large partie centrale, les parlers plus périphériques étant plus conformes à l’accentuation générale occitane. Le haut limousin et le bas limousin sont largement touchés par ce phénomène, alors que le périgourdin (en tant que sous-dialecte) semble y échapper.
Labialisation des voyelles hautes /i, u/ en [y] à proximité d'une consonne labiale :
À proximité d'une consonne labiale (/p, b, m, f, v/), les voyelles hautes /u/ et /i/ sont souvent labialisées en [y] en position prétonique. Par exemple: primier [pry'mje], crivèu [kry'vew]~[kry'vœw]. Cela peut aussi affecter la voyelle du radical de certains verbes lorsqu’elle passe en position atone, en particulier dans les infinitifs en -ir où la voyelle graphiée “o” se prononce non pas [u] comme dans le cas habituel, mais souvent [y] en position prétonique lorsqu’elle est adjacente à une consonne labiale : morir [my'ri], cobrir [ky'bri], fornir [fyr'ni]. Ceci est particulièrement le cas en haut limousin.
Inventaire des consonnes du limousin :
| CONSONNES  | labiales | labiales | dentales et alvéolaires | dentales et alvéolaires | palatales | palatales | vélaires | vélaires |
|            | sourdes  | sonores  | sourdes                 | sonores                 | sourdes   | sonores   | sourdes  | sonores  |
| ---------- | -------- | -------- | ----------------------- | ----------------------- | --------- | --------- | -------- | -------- |
| occlusives | /p/      | /b/      | /t/                     | /d/                     |           |           | /k/      | /g/      |
| fricatives | /f/      | /v/      | /s/                     | /z/                     |           |           |          |          |
| affriquées |          |          |                         |                         | /tʃ/      | /dʒ/      |          |          |
| nasales    |          | /m/      |                         | /n/                     |           | /ɲ/       |          |          |
| latérales  |          |          |                         | /l/                     |           | (/ʎ/)     |          |          |
| battantes  |          |          |                         | /r/                     |           |           |          |          |
| glides     |          | /w/, /ɥ/ |                         |                         |           | /j/       |          |          |

Les fricatives alvéolaires /s, z/ sont souvent réalisées post-alvéolaires, voire palatales [ʃ, ʒ] dans de nombreux parlers.
Les consonnes présentées dans le tableau comme affriquées /tʃ, dʒ/ présentent une importante variation entre sous-dialectes. Elles peuvent être réalisées post-alvéolaires ou alvéolaires [ts, dz]. Dans certains parlers, elles sont réduites à des fricatives, qui peuvent être palatales [ʃ, ʒ] (dans la Marche, par exemple), alvéolaires [s, z] (dans bien des parlers du Périgord) ou interdentales [θ, ð] (comme dans la Double, en Périgord).
Malgré tout, l'opposition de point d'articulation est généralement maintenue entre les fricatives originelles (/s, z/) et celles issues de la désaffrication de /tʃ, dʒ/. Dans quelques parlers (comme dans la vallée de l'Isle, en Périgord), on observe une inversion du point d'articulation: /s, z/ sont réalisées palatales ([ʃ, ʒ]), et /tʃ, dʒ/, comme des fricatives coronales ([s, z] ou [θ, ð]).
Les nasales ne s'opposent qu'en position d'attaque syllabique. En position de coda, [m], [n] et [ŋ] sont allophones.
En limousin, comme en général en nord-occitan, il n’y a qu’un seul phonème rhotique, généralement réalisée comme une battue (simple), malgré l’implantation croissante du R uvulaire français. Les -r finaux sont maintenus dans certains suffixes (en -or, -ador, par exemple), amuïs dans les infinitifs en -ar et -ir, mais généralement vocalisés en [j] après « E » : lo ser [sej] (le soir), valer [vɔlej] (valoir), èsser [essej] (être).
Traitement des -s- étymologiques, maintenus dans la graphie, en position de coda :
- Quand le S suit un A, en général le S s'amuït. La voyelle adopte sa forme tendue et s’allonge en [a:]: bastir [ba:'ti] (bâtir), nascut [na:'ky] (né), las belas filhas [la: 'bɛla: 'fija:] (les belles filles), chantas ['sɔ̃nta:] (tu chantes).
  - [a:] partage de nombreuses caractéristiques avec la voyelle A tonique : timbre tendu et longueur. Par conséquent, elle peut également attirer les autres corrélats de l’accent tonique : bastir ['ba(:)ti], nascut ['na(:)ky], las belas filhas [la(:) be'la(:) fi'ja(:)], chantas [sõn'ta(:)]. Quand [a:] porte l’accent tonique, il peut perdre en longueur.
- Les consonnes nasales sont instables en position de coda. Lorsqu'elle s’amuïssent, la voyelle précédente peut rester sous sa forme nasale ou être dénasalisée et se retrouver sous sa forme relâchée. Après un A nasal ou dénasalisé, le S s’amuït simplement et la voyelle reste inchangée : plans [plo], [plõ], [plõŋ] o [plõm] (plans).
- Derrière E et É, le S est normalement semi-vocalisé en iod [j], et il se forme une diphtongue [ej] : estiu [ej'tiw] (été), escòla [ej'kolɔ] (école), cranes dròlles [kranej drolej] (beaux enfants), vòles [vɔlej] (tu veux), francés [frõn'ʃej] (français).
  - Quand il y a une consonne amuïe à la fin du mot, tout se passe comme si elle n'y était pas : un piquet [ym pi'kɛ] (un piquet) / dos piquets [du: pi'kej] (deux piquets).
  - Quand il s’agit d’une consonne nasale, il peut se passer comme si le S n'y était pas ou il peut s'amuïr simplement : lo fen [lu 'fɛ] (le foin) / los fens [lu: 'fej] ou [lu: 'fɛ] (les foins).
- Il faut remarquer qu’en limousin, la diphtongue [aj] en position tonique alterne avec [ej] en position atone. Cela a entraîné des cas de confusion dans les formes conjuguées de verbes présentant la diphtongue [ej] issue du grop –es– en position atone, et la diphtongue [aj] peut y apparaître en position tonique : espiar [ej'pja] (regarder) > éspia ['ajpjɔ] (il/elle regarde), peschar [pej'sa] (pêcher) > pescha ['pajsɔ] (il/elle pêche).
- Derrière È, dans le cas général, le S s’amuït et la voyelle adopte sa forme tendue et s’allonge en [e:] : tèsta [te:tɔ] (tête), estestar [ejte:'ta] (étêter), arrèsta [ɔ're:tɔ] (il/elle arrête), arrestès [ɔre:'te:] (qu'il/elle arrêtât), un pè [ym 'pɛ] (un pied), dos pès [du: pe:] (deux pieds), mèsme ['me:mɛ] (même). On remarquera que le groupe se maintient [e:] même en position atone.
- Derrière Ò tonique, dans le cas général, il y a amuïssement du S et la voyelle adopte sa forme tendue et s’allonge en [o:] : còsta [ko:tɔ] (côte), gròs [gro:] (gros). Dans quelques cas, il peut y avoir diphtongaison de [o:] en [ow] : nòstre [no:trɛ] o [nowtrɛ] (notre/nôtre).
- Derrière O tonique ou atone, il y a normalement amuïssement du S et allongement compensatoire de la voyelle : dos [du:] (deux), dosta ['du:tɔ] (il/elle ôte), dostar [du:'ta] (ôter), dostat [du:'ta] (ôté).
- Derrière les voyelles hautes antérieures I et U, le « S » s’amuït généralement, mais les voyelles hautes antérieures ont peu tendance à s’allonger : il est donc rare d’en trouver de longues. L’allongement compensatoire de l’amuïssement du « S » ne se fait sentir que lorsque les conditions d’élocution sont favorables, c’est-à-dire surtout à des vitesses d’élocution basses : vist ['vi:] (vu), fust ['fy:] (fût), disnar [di:'na] (déjeuner), puslèu [py:'lew] (plutôt).
- Dans les mots d’emprunt et les cultismes, ou pour des raisons de clairté lexicale, il peut y avoir conservation du « S » en position de coda après une voyelle : casqueta [kɔs'ketɔ] ou [kas'ketɔ] (casquette), Espanha [ɛs'paŋɔ] (Espagne), question [kɛs'tiw] (question), esperar [ɛspɛ'ra] (espérer) [mais [ejpɛ'ra] (attendre)], pòsta ['pɔstɔ] (poste, fém.), pòste ['pɔstɛ] (poste, masc.).